# Feaella obscura
Espèce
Feaella obscura est une espèce de pseudoscorpions de la famille des Feaellidae.

## Distribution
Cette espèce est endémique des Maldives.

## Description
La femelle holotype mesure 2,16 mm, la femelle paratype 2,46 mm et le mâle paratype 1,83 mm.

## Publication originale
- Novák, Lorenz & Harms, 2020 : « Feaella (Tetrafeaella) obscura sp. nov. – a new pseudoscorpion species from the Maldives (Arachnida, Pseudoscorpiones), and an updated identification key to the subgenus Feaella (Tetrafeaella). » Zoosystematics and Evolution, vol. 96, no 2, p. 769–779 (texte intégral).